# Tom Jans
Tom Jans (Yakima, 9 februari 1948 – 25 maart 1984) was een Amerikaans zanger op het gebied van folk en countrymuziek.
Jans toerde begin jaren 70  met Mimi Fariña, de zuster van Joan Baez. Jans en Fariña brachten onder de titel Take heart een album uit. Zij toerden toen ook met Cat Stevens. Na de breuk schreef Jans wat zijn bekendste liedje zou worden Loving arms. Het werd door Kris Kristofferson en Rita Coolidge opgenomen voor hun album Full moon. Daarna stonden de artiesten in de rij om het nummer de coveren. Elvis Presley, Dobie Gray, Dixie Chicks, Natalie Cole, Olivia Newton-John, Petula Clark, Jon English,  Livingston Taylor, Etta James, Millie Jackson, Jody Miller, The Beautiful South en The Cats zijn voorbeelden van artiesten, die het nummer vastlegden.
Tom Jans kwam in 1974 met zijn eerste album Tom Jans, waarop dat succesnummer staat. Jans nam dat album op voor A&M Records, maar had zelf als soloartiest weinig succes. Volgende albums verschenen via CBS, maar ook die verkochten (relatief( matig). In 1983 raakte hij ernstig gewond bij een verkeersongeluk. In 1984 overleed hij aan een overdosis drugs of aan de gevolgen van dat ongeluk, daar is onduidelijkheid over.
In 1977 was Tom Jans enige dagen in Nederland. Hij had een optreden in AVRO's Toppop, trad met zijn vriendin Valerie Carter op in het voorprogramma van The Eagles in Ahoy Sportpaleis en speelde op een fuif voor Muziekkrant OOR. Tom Waits bracht een eertbetoon in zijn nummer Whistle down the wind (for Tom Jans) op zijn album Bone machine. 

## Discografie

### Albums
- 1971: Take heart
- 1974: Tom Jans
- 1975: The eyes of a lonely child
- 1976: Dark blonde
- 1982: Champion

### Singles
- 1971: Good God, I’m feeling fine
- 1971: Madman
- 1975: Struggle in darkness
- 1975: Once before I die
- 1977: Why don’t you love me

- Gemeinsame Normdatei: 1044059052
- International Standard Name Identifier: 0000 0003 6320 9314
- Library of Congress Control Number: n91072278
- MusicBrainz: 13f7bb70-4efe-4f78-8fe2-575e91d1ec63
- Virtual International Authority File: 262149294379080522523